# 第44戦闘団

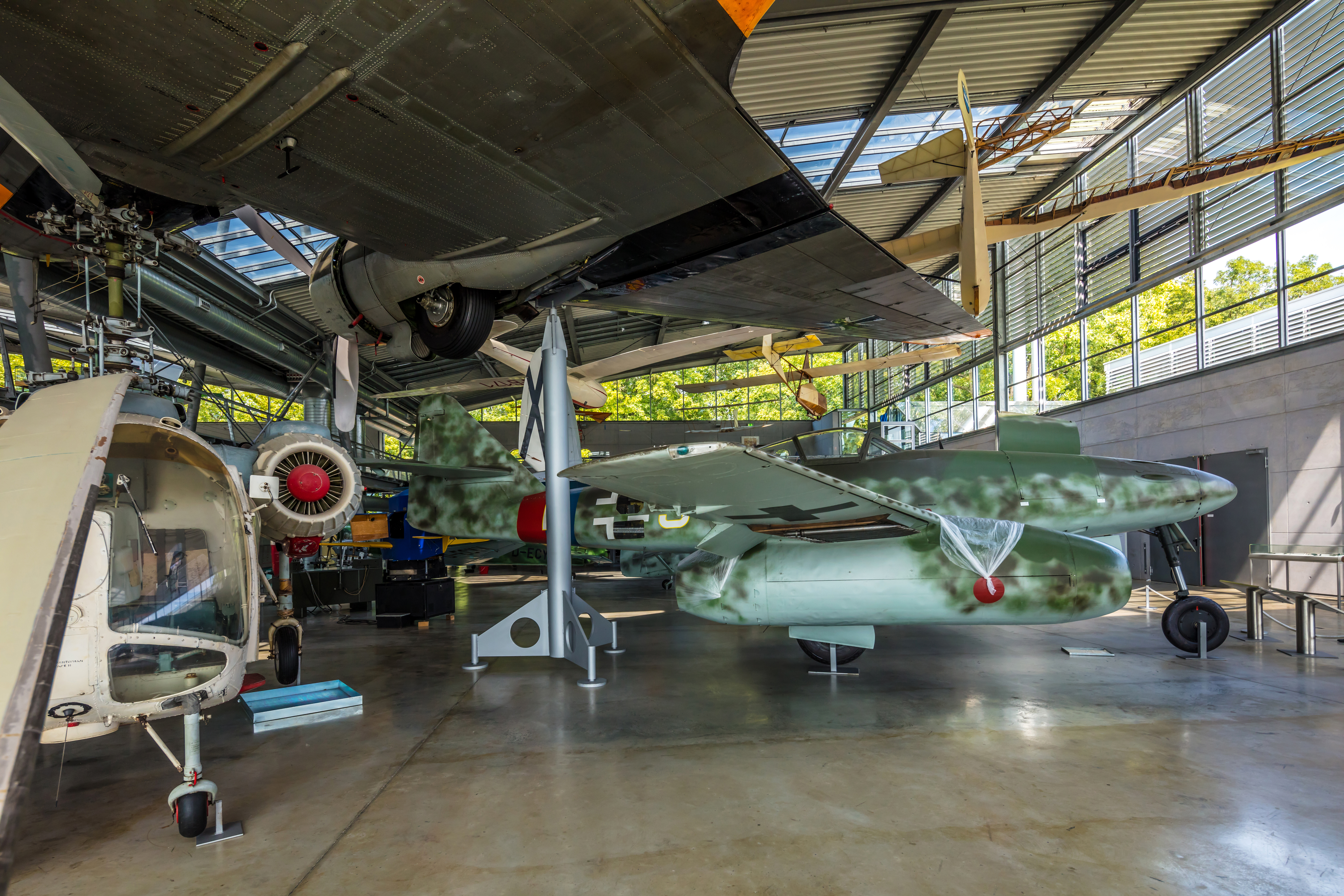
ドイツ博物館に展示されているMe 262。本機は同戦闘団第III飛行隊第9飛行中隊所属機。

第44戦闘団（JV44/Jagdverband 44）とは、第二次世界大戦末期にドイツ空軍で設立された防空戦闘団。アドルフ・ガーランド中将を初めとするエース・パイロットが集められており、また史上初の実用ジェット戦闘機であるMe 262シュヴァルベを優先的に使用することができた。

## 概要
1945年1月、ドイツ空軍総司令官ヘルマン・ゲーリングに戦闘機隊総監の職を追われたアドルフ・ガーランドのために、ヨハネス・シュタインホフ大佐、ギュンター・リュッツオウ中佐ら飛行団長がゲーリングを弾劾した。それを収めるためゲーリングら空軍首脳部は1945年3月ガーランドをジェット戦闘機隊の第44戦闘団（Jagdverband 44、略号JV44）の司令官に任じ、人選の自由裁量権を与えた。そのためガーランドはドイツ中の精鋭に声をかけ引き抜いた。
部隊員の大半が騎士鉄十字章受章者だったため、騎士鉄十字章戦闘機隊とも呼ばれた。JV44 の部隊番号は、一説にはスペイン内戦時に派遣された義勇軍・コンドル軍団の第88戦闘大隊(Jagdgruppe 88)にあやかり、せめて半分の成功を収められれば、という事で命名されたという。また、44（vierundvierzig　/ フィーアウントフィーアツィヒ）には総統（Führer / フューラー）2人分、という洒落も込められているという。
ガーラントの自伝（2018年発刊）ではジェット戦闘機隊の編成を願った44年は数字の4をドイツ語でフィーア（Vier）、ベルリン訛りだとフューラー（総統）の発音に近くになる。戦闘航空団の規模とも大隊とも言えないことから戦闘団の名称を用い、せいぜい編成できても44機しか揃えることができず、実際のところ4機と4機（フィーア・ウント・フィーア）で8機程度しか入手できないだろうという皮肉を込めつつ、フィーア（総統の意）が一人でダメなら二人でやろうというと説明した。これが採用されて、第44戦闘団の名称が決まったとしている。
JV 44は自前の防衛飛行中隊を持っていた。離着陸時のジェット機は連合国軍の地上攻撃機による機銃掃射に対して脆弱であり、これの「離着陸援護（Start- und Landeschutz）」が防衛飛行中隊の任務であった。
ガーランドは、1945年の3月に第52戦闘航空団での戦闘飛行を中止して南アウクスブルクのレヒフェルトのMe 262の訓練基地でMe 262への転換訓練を行っていたエーリヒ・ハルトマンにも声をかけた。しかしハルトマンは、今さら自分の戦場を離れる気になれないことと、メンバーが自分より上級者ばかりであるため僚機に回らなければいけないことを理由に拒否した、その後に東部戦線のチェコで第52戦闘航空団からハルトマンを戻すよう緊急連絡がレヒフェルトの訓練基地に届き、訓練状況を視察していた新任の戦闘機隊総監のゴードン・ゴロプに第52戦闘航空団に戻って部下とともに戦いたいとの旨を申し出たため、第52戦闘航空団に戻っている。

## 戦歴
部隊は1945年1月にブランデンブルクのブリエストで編成されることになり、同年3月31日には編成と錬成を終了して、1945年4月からJV44は約30機のMe 262を持って迎撃任務を開始しミュンヘンからアルプス北方にかけての南ドイツのバイエルン州において空戦を開始している。ガーランド自身もMe 262に乗って出撃している。
ガーラント（2018）によれば最初の出撃は1945年3月18日で、ベルリン空襲に飛来した14個飛行隊のP-51 マスタングに援護された約1200機の爆撃機に対する迎撃に出撃し、高射砲が16機を撃墜、第44戦闘団は戦闘機5機と爆撃機25機を撃墜した。
4月21日、バルクホルンの最後の出撃で爆撃機編隊に接近したところで突如エンジンが発火、降下したところをアメリカ軍のP-51に狙われた。バルクホルンのMe 262は林の中に突っ込んだ。爆発前に脱出したものの、バルクホルンは負傷して病院に担ぎ込まれ、そのまま終戦を迎えた。
4月24日、クルピンスキーら4人のパイロットはアメリカ陸軍航空軍のB-26編隊を迎撃するためにミュンヘン・リーム空港から最後の出撃をした。4機の編隊長、ギュンター・リュッツオウ大佐は行方不明となり現在も消息は分かっていない。もう一人のパイロットはクラウス・ノイマンであった。
ガーランドも4月26日の戦闘でB-26を2機撃墜したが、護衛機のP-47に攻撃され被弾、帰還に成功したものの頭部に負傷しバイエルン市内の病院に搬送され、そのまま終戦を迎えた。
ハインリヒ・ベールは16機を撃墜してMe 262でのトップの撃墜数を記録している。
5月2日、JV44はザルツブルクとインスブルックの基地で終戦を迎え、残っていたMe 262をレシプロ機のFw 190・Me 109とともにアメリカ軍到達直前にガソリンをかけて焼き払っている。

## 主な所属パイロット
- アドルフ・ガーランド
- ヨハネス・シュタインホフ
- ゲルハルト・バルクホルン
- ヴァルター・クルピンスキー
- ハインツ・ベーア（オスカー＝ハインリヒ・ベール）
- ハインツ・ザクセンベルク
- ギュンター・リュッツオウ